# 愛・地球博郵便局
愛・地球博郵便局（あい・ちきゅうはくゆうびんきょく）は、愛知県愛知郡長久手町（現：長久手市）の愛・地球博会場内に期間限定で設けられた集配普通郵便局。愛称は一般公募によって選ばれた「愛ポスト」。

## 概要
- 本局（局番号：20059）
  - 〒480-8799 愛知県愛知郡長久手町熊張茨ヶ廻間乙1533番地の1（愛・地球博長久手会場内・西ゲート前）
  - 郵便・郵便貯金・ATM
  - れっきとした集配普通郵便局であり、博覧会協会や関連団体用の私書箱も設置されていた。
  - その場で撮った写真を切手のデザインにできる「写真付き切手」の製造機も置かれていた。
- 北ゲート出張所（局番号：20059）
  - 〒480-0001 愛知県愛知郡長久手町熊張（長久手会場内・北ゲート）
  - 郵便・ATM
  - 通常払込み（郵便振替）の取扱いは不可。 現金預入・払戻は不可。
  - その場で撮った写真を切手のデザインにできる「写真付き切手」の製造機も置かれていた。
- 瀬戸ゲート出張所（局番号：20059）
  - 〒480-0002 愛知県瀬戸市上之山町2（瀬戸会場内）
  - 郵便・ATM
  - 通常払込み（郵便振替）の取扱いは不可。 現金預入・払戻は不可。
- わんパク宝島臨時出張所
  - 〒480-0001 愛知県愛知郡長久手町熊張（長久手会場内・わんパク宝島）
  - 郵便（移動式のポスタルショップ）

## 沿革
- 2005年（平成17年）
  - 3月10日 本局を設置。
  - 3月18日 北ゲート出張所、瀬戸ゲート出張所を設置。
  - 3月21日 北ゲート出張所、瀬戸ゲート出張所を一時閉鎖。
  - 3月24日 北ゲート出張所、瀬戸ゲート出張所を再開。
  - 3月25日 わんパク宝島臨時出張所を設置。「愛・地球博」の開幕に伴い、一般客へのサービスを開始。
  - 9月25日 「愛・地球博」の閉幕に伴い、一般客へのサービスを終了。
  - 9月26日 北ゲート出張所、瀬戸ゲート出張所、わんパク宝島臨時出張所を廃止。
  - 10月8日 本局を廃止。

## 受持区域
- 長久手町の一部および瀬戸市の一部（愛・地球博会場内）
- 該当する郵便番号は以下の通り
  - 480-0001（長久手会場）、480-0002（瀬戸会場）

## 取扱内容
- 郵便窓口

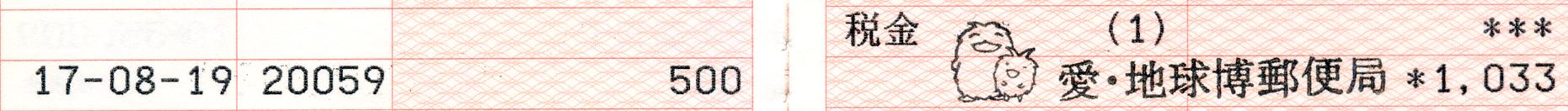
郵便局名印が押された預金通帳（旅行貯金）

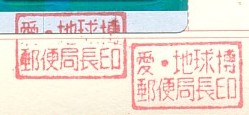
主務者印

  - 国内郵便、国際郵便、ゆうパック、風景印（愛知高速交通東部丘陵線(リニモ)と、グローバル・ループの図柄）
- 貯金窓口
  - 郵便貯金、外貨両替、トラベラーズチェック、投資信託、国際送金

## 周辺
- 本局および各出張所は、愛・地球博の長久手会場・瀬戸会場内に位置していた。

## アクセス
- 愛知高速交通東部丘陵線（リニモ） 万博会場駅下車。
- 駐車場：無し。